# Lebu
Lebu este un oraș cu 25.035 locuitori (2002) din regiunea Biobío, Chile.